# Mycobacterium heidelbergense
Mycobacterium heidelbergense là một cầu trực khuẩn có tính chất Gram dương, không động, kháng axit. Nó là một loài của ngành Actinobacteria (Vi khuẩn Gram dương với hàm lượng cao cao guanine và cytosine, một trong những ngành lớn trong tất cả các vi khuẩn), thuộc chi Mycobacterium.

## Mô tả
Kích thước: 0,5-0,8 µm x 2,0-3,0 µm
Đặc điểm thuộc địa: Các khuẩn lạc mượt mà, mái vòm và không bị sắc màu trên môi trường Löwenstein-Jensen ở 35 °C (đường kính 0,5–1 mm).
Sinh lý: Tăng trưởng chậm trên môi trường Löwenstein-Jensen ở 35 °C trong vòng 3–4 tuần, tăng trưởng tối ưu ở khoảng từ 33 đến 35 °C, nhưng cũng tăng trưởng ở 30 và 37 °C, tăng trưởng ở mức 25 và 45 °C, nhạy cảm với isoniazid, rifampicin và ethambutol, kháng với pyrazinamide và cycloserine
Đặc điểm vi phân: Sự khác biệt với M. malmoense, (mang kiểu hình mạnh giống M. heidelbergense), bởi phạm vi nhạy cảm rộng hơn với thuốc kháng lao, (bao gồm isoniazid), và không có khả năng phát triển trên môi trường Löwenstein-Jensen ở 25 °C, sự khác biệt của M. triplex từ M. heidelbergense bằng xét nghiệm giảm nitrate dương tính và theo hồ sơ HPLC đặc trưng của nó (mẫu có ba màu).
Bệnh sinh xảy ra ở các hạch bạch huyết cổ tử cung (viêm hạch bạch huyết) ở bệnh nhân suy giảm miễn dịch. Mức độ an toàn sinh học của nó không được biết đến. Loại chủng này lần đầu tiên được phân lập từ một bệnh nhi suy giảm miễn dịch với viêm hạch cổ tử cung với sự hình thành rò tái phát, ở Heidelberg, Đức. Chủng gây bệnh, 2554/91 = ATCC 51253 = CIP 105424 = DSM 44471.
1. ↑  Haas et al. 1997. A new agent of mycobacterial lymphadenitis in children: Mycobacterium heidelbergense sp. nov. J. Clin. Microbiol. 35, 3203-3209.